# Olpium
Olpium es un género de pseudoscorpiones de la familia Olpiidae. Se distribuyen por África y Eurasia.

## Especies
Según Pseudoscorpions of the World:
- Olpium afghanicum Beier, 1952
- Olpium angolense Beier, 1931
- Olpium arabicum Simon, 1890
- Olpium asiaticum Murthy & Ananthakrishnan, 1977
- Olpium australicum Beier, 1969
- Olpium canariense Beier, 1965
- Olpium ceylonicum Beier, 1973
- Olpium crypticum Murthy & Ananthakrishnan, 1977
- Olpium digitum Murthy & Ananthakrishnan, 1977
- Olpium flavum Mahnert, 2007
- Olpium fuscimanum Beier, 1957
- Olpium gladiatum Murthy & Ananthakrishnan, 1977
- Olpium graminum Murthy & Ananthakrishnan, 1977
- Olpium granulatum Murthy & Ananthakrishnan, 1977
- Olpium halophilum Mahnert, 1982
- Olpium indicum Beier, 1967
- Olpium intermedium Beier, 1959
- Olpium jacobsoni Tullgren, 1908
- Olpium kochi Simon, 1881
- Olpium kuriense Mahnert, 2007
- Olpium lindbergi Beier, 1959
- Olpium microstethum Pavesi, 1880
- Olpium milneri Mahnert, 2007
- Olpium minnizioides Vachon, 1966
- Olpium omanense Mahnert, 1991
- Olpium pallipes (Lucas, 1849)
  - Olpium pallipes balcanicum
  - Olpium pallipes pallipes
- Olpium philippinum Beier, 1967
- Olpium pusillulum Beier, 1959
- Olpium robustum Murthy & Ananthakrishnan, 1977
- Olpium savignyi
- Olpium socotraense Mahnert, 2007
- Olpium subgrande
- Olpium tenue Chamberlin, 1930
- Olpium tibium Sivaraman, 1980
- Olpium tropicum Murthy & Ananthakrishnan, 1977
- Olpium vanharteni Mahnert, 2007

## Publicación original
- L. Koch, 1873: Uebersichtliche Dartstellung der Europäischen Chernetiden (Pseudoscorpione). Bauer und Raspe: Nürnberg.